# Barbados-Grenada 4-2
Barbados-Grenada 4-2 è stato un incontro di calcio disputato tra le nazionali di Barbados e Grenada il 27 gennaio 1994, all'interno dei gironi di qualificazione della Coppa dei Caraibi 1994. L'incontro fu vinto dalla nazionale di Barbados per 4 a 2 ai supplementari, ma passò alla storia come una delle partite più assurde di tutti i tempi in quanto, per poter vincere, negli ultimi minuti dei tempi regolamentari la squadra barbadiana dovette segnare un autogol e poi difendere la porta avversaria per evitare che anche la nazionale di Grenada facesse lo stesso.

## Gli antefatti
La Coppa dei Caraibi 1994 fu la dodicesima edizione della competizione tra le nazionali dei paesi caraibici (la sesta con la denominazione di Coppa dei Caraibi). La fase finale della competizione si svolse a Trinidad e Tobago con la partecipazione di 8 squadre, e fu preceduta da una fase di qualificazioni per la scelta degli otto finalisti.
Trinidad e Tobago come paese ospitante e Martinica in quanto campione in carica erano qualificate di diritto per la fase finale, mentre le restanti 20 squadre nazionali facenti parte della Caribbean Football Union si affrontarono in 6 gironi di tre o quattro squadre, dove la vincitrice di ogni girone avrebbe conquistato uno dei sei posti restanti per la fase finale. Il girone 1 era composto da  Barbados, Grenada e Porto Rico.
Il regolamento dei gironi stabiliva che una partita non poteva finire con un pareggio: in caso di parità al termine dei tempi regolamentari si sarebbe andati ai supplementari, ed eventualmente ai rigori. Inoltre nei tempi supplementari era prevista la regola del golden goal, ma questo sarebbe stato valutato non come una singola rete ma come 2 reti.
Nella prima partita del girone Porto Rico sconfisse 1-0 Barbados nei tempi regolamentari, mentre la partita successiva tra Grenada e Porto Rico finì 2-0 per la nazionale grenadina. In questo secondo caso il risultato era stato di 0-0 nei tempi regolamentari, e fu applicata la regola del doppio punteggio del golden goal ai tempi supplementari. Di conseguenza dopo due partite Grenada era in testa al girone con 3 punti e +2 di differenza reti, seguita da Porto Rico, mentre Barbados era in ultima posizione con 0 punti e -1 di differenza reti.
Questa era la classifica del girone dopo i primi due incontri:
| Squadra    | P.ti | G | V | N | P | GF | GS | DR |
| ---------- | ---- | - | - | - | - | -- | -- | -- |
| Grenada    | 3    | 1 | 1 | 0 | 0 | 2  | 0  | +2 |
| Porto Rico | 3    | 2 | 1 | 0 | 1 | 1  | 2  | -1 |
| Barbados   | 0    | 1 | 0 | 0 | 1 | 0  | 1  | -1 |

## La partita

### Cronaca
Nell'ultima partita del girone, per poter arrivare prima e accedere così alla fase finale Barbados avrebbe dovuto sconfiggere Grenada con almeno 2 goal di scarto.
La partita fu giocata il 27 gennaio al Barbados National Stadium di Saint Michael, nella capitale dello stato caraibico. Inizialmente Barbados si portò in vantaggio per 2-0, risultato che le avrebbe permesso di portarsi in testa al girone, ma all'83º minuto Grenada segnò un goal, fissando il risultato sul 2-1 per la squadra di casa. Se la partita fosse terminata con tale punteggio, Barbados sarebbe arrivata a 3 punti come Grenada e Porto Rico, ma il girone sarebbe stato vinto da Grenada in virtù della migliore differenza reti.
Non riuscendo a segnare una nuova rete nella porta avversaria, negli ultimissimi minuti dei tempi regolamentari due giocatori di Barbados, il difensore Terry Sealey e il portiere Horace Stoute, iniziarono a passarsi la palla tra di loro, fino a quando Sealey la calciò dentro la propria porta, segnando un autogol e portando il risultato a 2-2.
Dopo qualche momento di smarrimento, i giocatori di Grenada capirono cosa era successo: in base al regolamento la partita non poteva finire in pareggio, per cui si sarebbe andati ai supplementari, dove per la regola del golden goal con doppio punteggio la prima squadra a segnare avrebbe vinto la partita con la differenza reti di 2 goal.
A quel punto il gioco degenerò in un caos totale, dove durante i pochi minuti di recupero la nazionale grenadina provò in tutti i modi a segnare un goal in una qualunque delle due porte - sia quella avversaria sia la propria - pur di non fare finire la partita con un pareggio, mentre la formazione di Barbados difendeva contemporaneamente entrambe le porte.
Grenada non riuscì a segnare e si andò quindi ai tempi supplementari, in cui Trevor Thorne, attaccante di Barbados, segnò al quarto minuto del primo tempo. Per la regola del golden goal tale rete valse doppio punteggio, e la partita finì quindi 4-2 per Barbados, che salì in testa al girone grazie alla maggiore differenza reti.

### Tabellino
| Saint Michael (Barbados) 27 gennaio 1994 | Barbados | 4 – 2 (d.t.s.) | Grenada | Barbados National Stadium |

## La classifica finale del girone
Al termina del girone la classifica vide al primo posto la nazionale di Barbados, che si qualificò quindi per la fase finale del torneo.
| Squadra    | P.ti | G | V | N | P | GF | GS | DR |
| ---------- | ---- | - | - | - | - | -- | -- | -- |
| Barbados   | 3    | 2 | 1 | 0 | 1 | 4  | 3  | +1 |
| Grenada    | 3    | 2 | 1 | 0 | 1 | 4  | 4  | 0  |
| Porto Rico | 3    | 2 | 1 | 0 | 1 | 1  | 2  | -1 |

## Le conseguenze
James Clarkson, allenatore della nazionale grenadina, dichiarò nella conferenza stampa al termine della partita:
(James Clarkson)
Nonostante l'assurdità degli ultimi minuti della partita, nessuna delle due squadre aveva violato il regolamento, per cui la nazionale di Barbados si qualificò per la fase finale della Coppa dei Caraibi 1994, dove fu eliminata prima di raggiungere le semifinali mentre Trinidad e Tobago, squadra di casa, vinse il torneo.
Dal momento che la Coppa dei Caraibi era una competizione minore all'interno del panorama calcistico mondiale, l'incontro non ricevette grande attenzione da parte dei media stranieri, anche se un trafiletto al riguardo venne pubblicato sul Times del 1º febbraio 1994. La storia venne riscoperta verso la metà degli anni 2000, talvolta raccontata come leggenda metropolitana. La regola del doppio golden goal fu abolita alla fine di quella edizione del torneo.